# 에드워드 톨먼
에드워드 체이스 톨먼(Edward C. Tolman)(1886년 4월 14일 ~ 1959년 11월 19일)은 미국의 심리학자이다. 버클리 캘리포니아 대학교의 미국 심리학자이자 심리학 교수였다. 톨먼(Tolman)의 이론과 연구작업을 통해 현재 행동주의로 알려진 심리학의 한 분야를 형성시켰다. 톨먼(Tolman)은 또한 블로제트(Blodgett)가 처음 고안 한 잠재학습(Latent Learning)이라는 개념을 중요한 개념으로 인식했다. 2002년에 발간된 일반 심리학 리뷰는 톨먼(Tolman)을 20세기의 45번째로 가장 많이 인용된 심리학자로 선정했다.

## 같이 보기
- 윌리엄 제임스
- 존 왓슨
- 목적적 행동주의